# Onufry Gosławski
Onufry Gosławski herbu Oksza – wojski większy chęciński od 1784 roku, miecznik chęciński w 1784 roku, wojski mniejszy chęciński w latach 1779–1784, skarbnik chęciński w latach 1776–1779, wicesgerent grodzki chęciński, komisarz Komisji Dobrego Porządku województwa sandomierskiego.
Syn Jana Felicjana.
Był komisarzem Sejmu Czteroletniego z powiatu chęcińskiego województwa sandomierskiego do szacowania intrat dóbr ziemskich w 1789 roku.